# Émile Topsent
Émile Topsent (1862-1951) was een Franse marien bioloog, die baanbrekend werd heeft verricht in verband met de sponsdieren. Hij werkte in laboratoria en instituten in het westen van Frankrijk.
Deze specialist in sponzen heeft de volledige collectie sponzen van prins Albert I van Monaco (1848-1922) beschreven. Dit werk stond aan de basis van de classificatie van de sponzen, die dan ook geheel door Topsent werd uitgewerkt. Hij deelde de sponzen in in klassen, ordes, families en soorten. De Topsent-taxonomie wordt tot op de dag van vandaag gebruikt over de hele wereld.
Hij was in 1920 voorzitter van de Société zoologique de France. Van 1919 tot 1927 was hij conservator van het Musée zoologique in Straatsburg. Daar wordt nu nog steeds zijn verzameling bewaard.
- Bibliothèque nationale de France: cb10335655f (data)
- Author citation (botany): Topsent
- Stuttgart Database of Scientific Illustrators 1450–1950: 11420
- International Standard Name Identifier: 0000 0001 1412 474X
- Base Léonore: LH//2651/5
- Nederlandse Thesaurus van Auteursnamen: 130449997
- Istituto Centrale per il Catalogo Unico: TO0V383776
- Système universitaire de documentation: 088149935
- Virtual International Authority File: 166955090
- WorldCat: E39PBJyxc8KpfMTvyd3wVbyTpP